# Lac Razim
Le lac Razim est un ancien liman de la mer Noire, en Roumanie.

## Géographie
Le lac Razim est l'un, et le plus vaste (48 km de long sur 13 de large soit 394 km2), des quatre limans de la mer Noire connectés entre eux et situés dans le județ de Tulcea, en Dobroudja du Nord, au sud-ouest des bouches du Danube ; les trois autres sont ceux de Golovița, Smeica et Sinoe. Ces milieux paraliques font partie des 892 km2 d'eaux intérieures (fleuve et limans) de la géographie de la Roumanie.
Il reçoit au nord les eaux du Danube, à partir du bras de Saint Georges et communiquait au sud-est avec la mer Noire jusque dans les années 1970. Auparavant c'était un liman : lagune saumâtre de la Mer Noire, artificiellement transformée en lac dans le dernier tiers du XXe siècle. L'actuel lac est en eau douce et comprend une île : celle de Popina.

## Histoire
Il se nommait Halmyris (en) dans l'antiquité et était alors un golfe de la mer Noire, le cordon littoral qui l'en sépare ne s'étant pas encore sédimenté. Jusqu'au XVIIIe siècle il se nommait Iancina, mais se nomme Razim (parfois orthographié Razelm) depuis qu'environ 5 000 cosaques zaporogues ukrainiens, fuyant la répression russe et menés, selon leur tradition orale, par une princesse nommée Lyakhina et un hetman nommé Razime, se sont installés sur ses rivages.
À la fin des années 1970, le régime communiste de Roumanie ferme son accès à la mer, engendrant diverses modifications écologiques : l'eau devient douce, subit une eutrophisation et les aloses pontiques ainsi que les esturgeons cessent de l'utiliser comme frayère : la production halieutique s'effondre, mais le liman Razim reste néanmoins un lieu de biodiversité végétale et animale, et de nidification de diverses espèces d'oiseaux. À la fin du XXe siècle il est inclus dans la zone protégée de la Réserve de biosphère du delta du Danube, inscrite sur la Liste du patrimoine mondial en Roumanie.

## Galerie

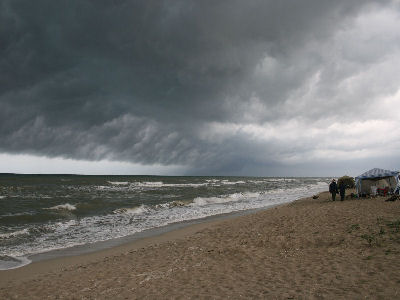
Cordon littoral du lac Razim, près de l'ancienne passe Portița qui le reliait à la mer Noire avant 1970.
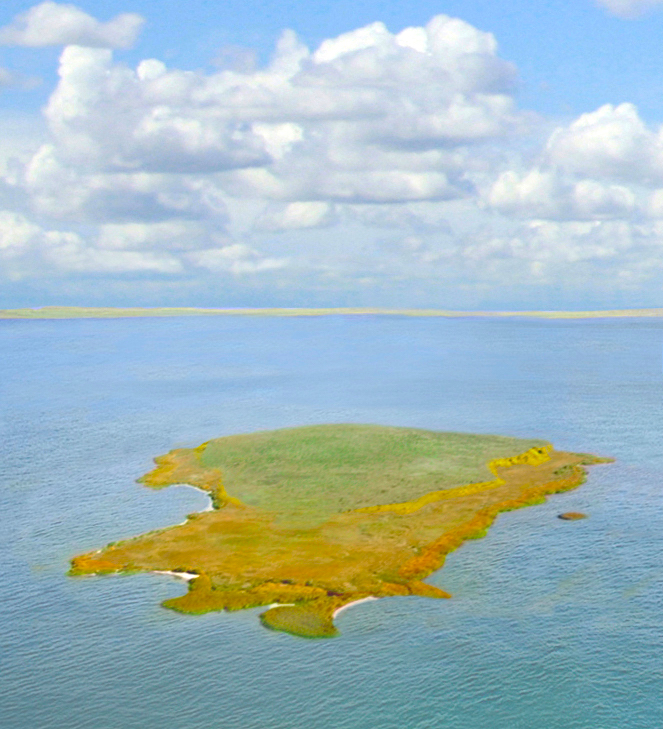
Île Popina.
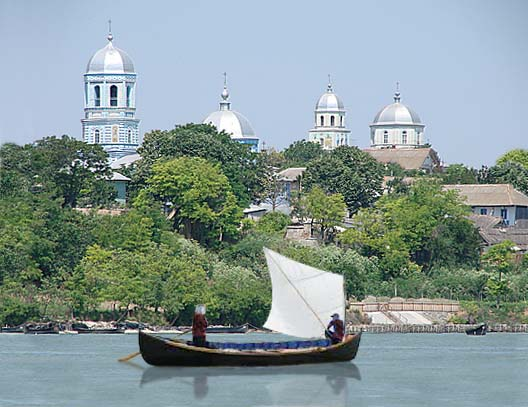
Églises et lotcas de Sarichioi.
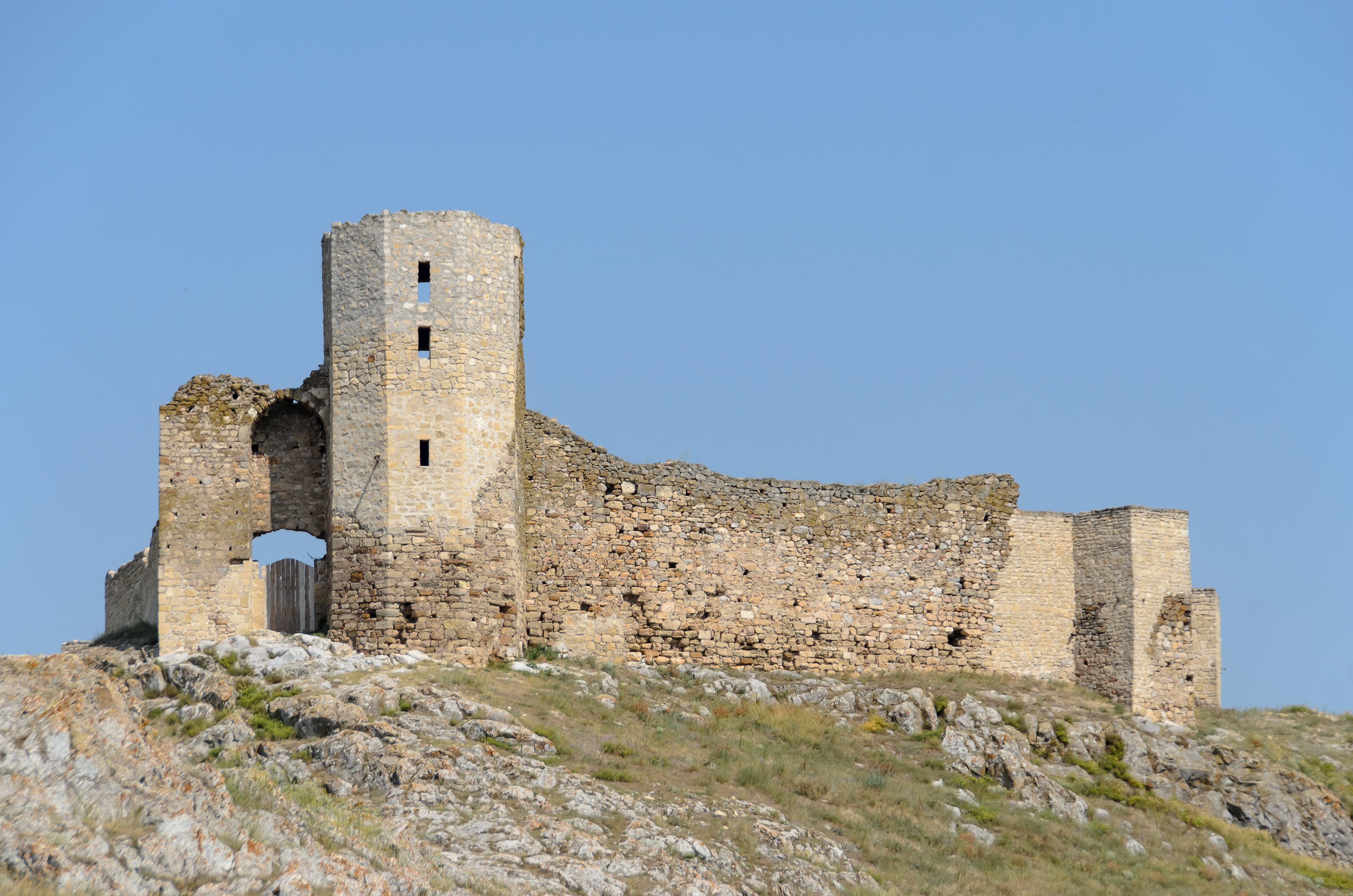
Ruines de la forteresse ottomane d'Enisala.
Évolution des bouches du Danube de l'Antiquité à nos jours : de nombreuses cartes historiques n'en tiennent pas compte, et montrent anachroniquement l'actuel tracé côtier.